# Römische Villa bei Port

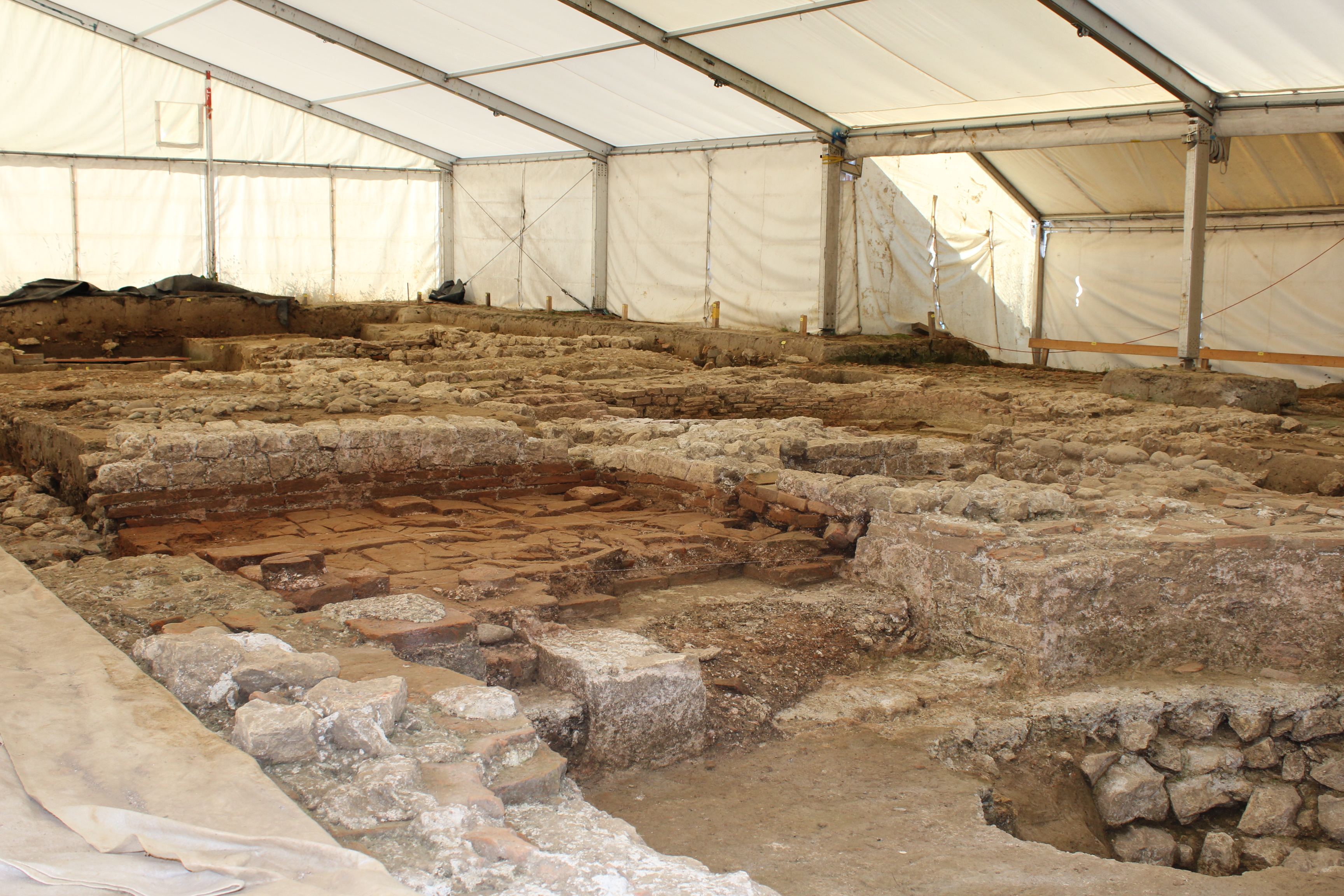
Das Bad der römischen Villa bei Port

Die römische Villa bei Port war ein grosszügig und luxuriös ausgestatteter Gutshof (Villa rustica), dessen Massivbauten im 1. Jahrhundert nach Christus errichtet worden waren. Sie befand sich auf einer Geländeterrasse an der Kreuzung Weiherweg/Hüeblistrasse in Port, Kanton Bern. Dabei lag sie in der Nähe der Wasserwege von Bielersee und Zihl, sowie an der Nord-Süd- und Ost-West-Transversale, die sie mit dem regionalen Zentrum Petinesca und den Städten Aventicum im Südwesten und Vindonissa beziehungsweise Augusta Raurica im Nordosten verband.
Die ältesten römischen Spuren stammen aus der Zeit um Christi Geburt, weshalb die Villa zu den ersten in der Deutschschweiz gezählt werden kann. Bereits aus keltischer Zeit stammt eine Vorratsgrube. Sie ist der letzte Rest einer keltischen Siedlung, die sich einst auf dem Gebiet der Villa befand.
Die Villa hatte Baderäume, die mittels Fussbodenheizung (Hypokausten) beheizt wurden. Die bestimmbaren Räume enthielten einen Umkleidebereich (Apodyterium), ein Warmbad (Caldarium) mit halbrunder Apsis, ein Schwitzbad (Laconicum) sowie ein Bad mit kaltem Wasser.